# 安惠侯
安惠侯（1938年5月15日—），湖北武汉人，中华人民共和国政治人物、外交官。

## 生平
1963年，毕业于北京外国语学院法语翻译专业，进入中华人民共和国外交部工作，先后在中国人民外交学会、驻布隆迪大使馆、驻毛里塔尼亚大使馆、外交部柬埔寨外宾接待办公室、驻柬埔寨大使馆、外交部西亚北非司、驻摩洛哥大使馆任职。1985年，任外交部西亚北非司副司长。1988年9月，出任中华人民共和国驻阿尔及利亚大使。1991年12月，出任中华人民共和国驻突尼斯大使兼驻巴勒斯坦大使。1993年，任外交部西亚北非司司长。1996年10月，出任中华人民共和国驻黎巴嫩大使。1998年12月，出任中华人民共和国驻埃及大使。2001年8月，自驻埃及大使离任。

## 家庭
已婚，妻子是王锦绣。